# La ballata dei lavavetri
La ballata dei lavavetri è un film allegorico italiano del 1998 diretto da Peter Del Monte.
Il soggetto del film è tratto dal romanzo di Edoardo Albinati Il polacco lavatore di vetri ed è stato adattato liberamente dal regista Del Monte con Sergio Bazzini e Dominik Wieczorkowski.

## Trama
Giunta a Roma per un'udienza dal Papa, una famiglia polacca si ferma in attesa del visto per il Canada. Per sopravvivere gli uomini si mettono a fare i lavavetri e le donne le domestiche. Il capofamiglia però muore accidentalmente e così contrasti e discordie sfaldano l'unione familiare.